# Schafhufe westlich Günthersdorf
Schafhufe westlich Günthersdorf este o arie protejată (arie specială de conservare — SAC, sit de importanță comunitară — SCI) din Germania întinsă pe o suprafață de 2 ha, integral pe uscat.

## Localizare
Centrul sitului Schafhufe westlich Günthersdorf este situat la coordonatele 51°20′34″N 12°08′45″E / 51.3428°N 12.1458°E.

## Înființare
Situl Schafhufe westlich Günthersdorf a fost declarat sit de importanță comunitară în martie 2004 pentru a proteja un număr necunoscut de specii din flora spontană și fauna sălbatică aflate în arealul zonei. Situl a fost protejat și ca arie specială de conservare în aprilie 2013.

## Biodiversitate
Situată în ecoregiunea continentală, aria protejată conține 2 habitate naturale: Pajiști cu Molinia pe soluri calcaroase, turboase sau argilos-nămoloase (Molinion caeruleae), Fânețe de joasă altitudine (Alopecurus pratensis, Sanguisorba officinalis).
La baza desemnării sitului se află un număr nedeclarat de specii protejate:
Pe lângă speciile protejate, pe teritoriul sitului au mai fost identificate 2 specii de plante.